# Arauan
Arauan, porodica američkih indijanskih jezika i plemena iz zapadno-brazilskih država Acre i Amazonas. Često se vode kao dio Velike porodice Arawakan. Predstavnici (neki su nestali) su: Amamati (Jamamari); Anamari; Arawá (Aráua), iz Amazonasa (†); Banavá-Jafi, Amazonas; Deni, Amazonas; Jarawara, Amazonas; Kanamanti, Amazonas; Kulina (Culina), u Acre i Amazonas; Kuliña (Culinha, Karunawa); Kuria, Acre, Amazonas; Kuriaua; Madiha, (ogranak ili klanovi Kulina); Pama, Amazonas; Pamana (Pammana), Amazonas; Paumari, Amazonas; Purupurú, Amazonas (nestala grupa †); Puru; Sewaku, Amazonas; Sipó (Cipó), Amazonas; Yamamadi (Kapinamari), Amazonas; Yuberí (Juberí; †), Amazonas; Zuruahã, Amazonas; Zuwihi-madiha. 

## Jezici
Porodici je po starijim podacima pripadalo (8) jezika iz Brazila, po novijim sužena je na (5), to su: dení [dny], 750 (2002 SIL); jamamadí [jaa], 480 (2005 SIL); kulina [cul], 2.540 u Brazili (2002 ISA) i 400 u Peruu (2002 Boyer); paumarí [pad], 870 etničkih; suruahá [swx] 130 (1995 AMTB), Brazil. 
Jezik arua ili arawá je izumro u 2. polovici 19. stoljeća (1877). On se ne smije brkati s tupijskim jezikom aruá, i jezikom arua porodice ge. Jezici banawá čiji je identifikator bio [bnh] i jaruára [jap], izgubili su statuse jezika i tretiraju se kao dijalekti jezika jamamadi.

## Vanjske poveznice
- Sub-tronco Arawán
- Ethnologue (14th)
- Tree for Arauan  Arhivirana inačica izvorne stranice od 29. listopada 2008. (Wayback Machine)
- Sub-tronco Arawán